# Hans Georg von Mangoldt

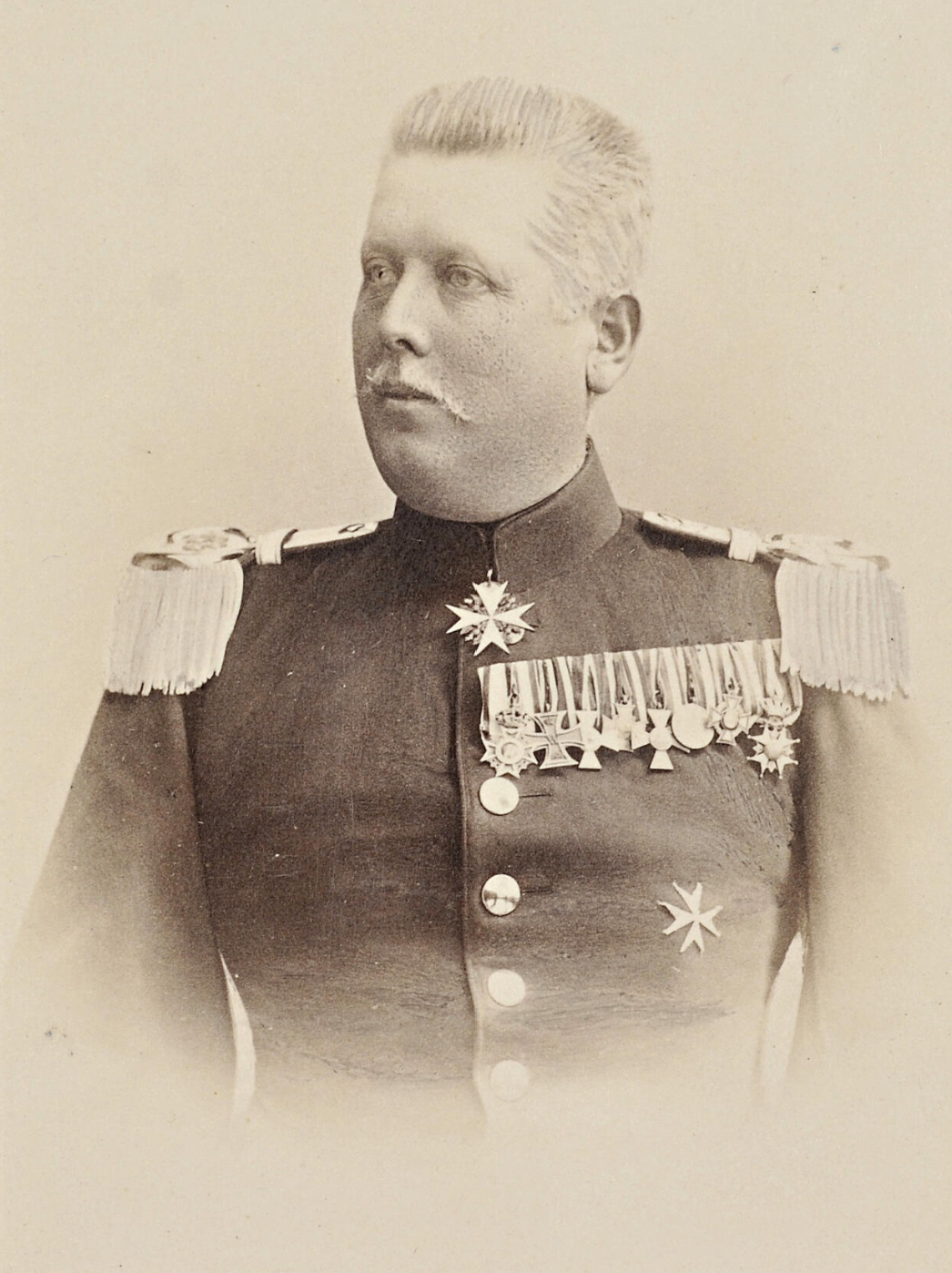
Hans Georg von Mangoldt

Hans Georg(e) von Mangoldt (* 28. Oktober 1840 in Zwickau; † 3. August 1899 in Dresden) war ein sächsischer Generalmajor.

## Leben
Hans George von Mangoldt war Sohn des Präsidenten des Appellationsgerichtes und Bruder eines Landgerichtsdirektors. Er besuchte ab 1855 die Kadettenschule der sächsischen Armee und wurde nach langjähriger Erziehung 1859 als Fähnrich dem 2. Jäger-Bataillon überwiesen. Er wurde in dieser Position am 29. Januar 1859 zum Leutnant befördert. Er wurde in den späteren Jahren zum 3. Jäger-Bataillon versetzt und dort am 4. Oktober 1865 zum Oberleutnant befördert. Er nahm am Krieg gegen Preußen teil und wurde im Laufe des Krieges mit dem Orden der Eisernen Krone mit Kriegsdekoration ausgezeichnet. Nach der Niederlage des Königreich Sachsen und der Neuorganisierung der sächsischen Armee wurde von Mangoldt als Adjutant zum Schützen-(Füsilier-)Regiment „Prinz Georg“ (Königlich Sächsisches) Nr. 108 befehligt. Nach Beförderung zum Hauptmann am 23. Juni 1869 wurde er Kompaniechef der 11. Kompanie im Regiment. Er nahm mit seiner Kompanie am Krieg gegen Frankreich teil und wurde für seine Verdienste mit dem Ritterkreuz des Militär-St.-Heinrichs-Ordens und dem Eisernen Kreuz II. Klasse ausgezeichnet. Nach Kriegsende blieb er im Regiment und wurde am 27. November 1878 zum Major und etatsmäßigen Stabsoffizier im Regiment ernannt und avancierte nach weiteren Jahren am 1. April 1887 zum Oberstleutnant in gleicher Position. Er wurde am 10. Februar 1889 unter gleichzeitiger Beförderung zum Oberst zum Regimentskommandeur des 9. Infanterie-Regiments Nr. 133 ernannt. Am 23. März 1893 wurde er unter Genehmigung seines Abschiedsgesuches mit dem Charakter eines Generalmajors zur Disposition gestellt.
Er heiratete 1867 die bürgerliche Louise Josephine Elisabeth Gaudlitz. Ein Sohn war der spätere sächsische Brigadekommandeur und Privatdozent Hans von Mangoldt-Gaudlitz.